# Spardorf
Spardorf – miejscowość i gmina w Niemczech, w kraju związkowym Bawaria, w rejencji Środkowa Frankonia, w regionie Industrieregion Mittelfranken, w powiecie Erlangen-Höchstadt, wchodzi w skład wspólnoty administracyjnej Uttenreuth. Leży około 4 km na północny wschód od centrum Erlangen.

## Polityka
Rada gminy składa się z 14 członków:
|      | CSU | SPD | "Nasze Spardoef" | Wolni Wybrcy | Razem     |
| 2002 | 4   | 2   | 2                | 6            | 14 miejsc |

## Osoby związane z gminą
- Theodor Ickler, germanista, reformator języka niemieckiego
- Katrin Müller-Hohenstein,  dziennikarka sportowa